# Anachronox
Az Anachronox egy harmadik személy-nézetű szerepjáték, mely 2001-ben jelent meg az Eidos Interactive kiadásában, az Ion Storm Inc. fejlesztésében. A játék főhőse Sylvester "Sly Boots" Bucelli, egy lecsúszott magánnyomozó, aki az Anachronox nevű bolygón próbál munkát találni. Kalandjai során ellátogat a galaxis számos bolygójára, összebarátkozik számos különös figurával, és felderít egy olyan konspirációt, melynek tétje az univerzum sorsa. A film noir hangulatot cyberpunk elemek és szokatlan humor tarkítják.
A játékmenet körökre osztott, egyszerre három főből álló csapatot irányíthatunk háromdimenziós környezetben, melyet futurisztikus városok, űrhajók, és hatalmas szabad terek alkotnak. A játék motorját a Quake II alatt is dolgozó id Tech 2 alkotja, melyet rendkívüli mértékben módosítottak azért, hogy a szerepjáték-elemek  maximálisan érvényesülhessenek. A játék fejlesztése nem volt zökkenőmentes, eredetileg 1998 végére tervezték elkészíteni, ehhez képest három évet csúszott. Bár a kritikusok kedvelték, és egész nagy rajongótábora is kialakult, a játékban bennmaradt hibák és az elavult grafika miatt pénzügyileg bukás lett. A már eleve terebélyes játékból rengeteg helyszínt kivágtak, ezt a tervező, az id Software egykori munkatársa, Tom Hall egy folytatásban tervezte kiadni, de erre az Ion Storm dallasi stúdiójának bezárása miatt sosem került sor. Helyette 2002-ben a játék összekötő videóiból készült egy díjnyertes kisfilm.

## Játékmenet
Az Anachronox egy körökre osztott harcrendszerű, de valós idejű szerepjáték, mely nagyon hasonlít a mintaként tekintett Final Fantasy-sorozathoz. Háromdimenziós környezetben lehet egyszerre legfeljebb három karaktert irányítani futurisztikus városokban, űrhajókon, esetleg látványos külső helyszíneken. A karaktereink cserélgethetőek, beszélgethetünk a nem-játékos karakterekkel, valamint tárgyakat gyűjthetünk és eladhatjuk őket. Ha interakcióra van lehetőség valakivel vagy valamivel, egy LifeCursor névre hallgató nyíl jelenik meg az adott tárgy vagy személy felett, ez biztosítja az interakciót. A játék egy bizonyos pontjától kezdve lehetővé válik a bolygóközi űrutazás is. Minden játszható karakternek van egy speciális képzettsége, mely a különféle feladványok megoldásakor hasznosul leginkább. A játékban számtalan helyen találhatunk minijátékokat, amelyek nem kapcsolódnak szorosan a cselekményhez. A főhős, Sly Boots egy fényképezőgéppel is rendelkezik, mellyel képernyőmentéseket készíthetünk.
Ha a karakterek ellenséggel találkoznak, a játék harci módra vált. Akárcsak a Chrono Trigger-ben, az ellenfelek vagy már előre láthatóak a térképen, vagy lesből támadnak ránk. Minden szereplő mellett található egy skála, amely fokozatosan feltöltődik. Amikor teljesen megtelik, akkor fejthet ki akciót: támadhat, odébb léphet, használhat valamilyen képességet, vagy MysTech mágiát alkalmazhat. Az életerő-skála mellett úgynevezett NRG-skála is található, annak mértéke a játékban a tulajdonképpeni "manna", mely a pajzsunk, és a MysTech újratöltésére szolgál. A különféle harci képességek (BattleSkills) használata egy újabb, újratöltődő skála segítségével használható. Bizonyos BattleSkillek csak akkor válnak elérhetővé, ha az azokat használni képes karakter teljesít egy rá vonatkozó főküldetést. Ha a karakterek életereje elfogy, nem halnak meg, hanem csak elájulnak, de ha mindhárom karakteré elfogy, akkor újra kell töltenünk a játékállást. Győztes harc esetén viszont tapasztalati pontokat kapunk, amelyeket karaktereink fejlesztésére költhetünk. Karaktereink tulajdonságait számok helyett kifejezésekkel jellemzi a program, a "gyengétől" a "nagyszerű"-ig.

## Cselekmény
A játék helyszíne Anachronox városa (a név egy összevont kifejezés, azt jelenti, "a múlt mérge"), mely egy kisméretű műbolygón, a Sender One-on található az Univerzum kellős közepén. Valaha, réges-régen egy mára elfeledett idegen faj építette ezt, akárcsak sok más társát, amelyek felületét hatalmas tüskékkel borították be. A tüskék bizonyos időközönként sugárnyalábokat lőnek ki az űrbe, amelyek egyfajta hiperűralagútként szolgálnak, megkönnyítve a galaxisban történő közlekedést. Ezeken a helyeken már csak néhány titokzatos és misztikus tárgy emlékeztet az idegen fajra, amelyek a MysTech nevet viselik. Széles körben elfogadott nézet szerint egy titokzatos járvány végzett az építőkkel, amelyet követően a többi faj már könnyűszerrel benépesíthette az elhagyott helyeket. Sender One különös világ abból a szempontból, hogy bizonyos időközönként átrendezi magát.
Ebben a környezetben él Sylvester "Sly Boots" Bucelli, a magánnyomozó, akit a játék legelején ismeretlen okokból péppé vernek számára ugyancsak ismeretlen verőlegények. Sly egyetlen barátja PAL-18, a kissé szarkasztikus robot, illetve számíthat titkárnőjére, Fatima Doohan-re is, aki igazából már meghalt, de számítógépbe digitalizálták. Sly egy olcsó apartmanban él egy bár felett, Anachronox déli részén. Egy bizonyos Grumpos Matavastros felbérli arra, hogy találja meg a MysTech egyik darabkáját, de egy Detta nevű személy beelőzi őt és csapatát és ellopja azt. Ezután Dr. Rho Bowman keresésére indulnak: Bowman egy MysTech-kel kísérletező tudós volt, aki elpusztította bolygóját, a Sundert, és azt elhagyva elveszett az űrben, majd a Democratus nevű bolygón kötött ki. Ő fedezte fel, hogy a MysTech teljes egészében aktiválódott, és erejét valamint "mágiáját" teljes mértékben ki lehet használni. Sly a Democratusra utazik (mely bolygó tulajdonképpen egy demokratikus elvek mentén lakói által igazgatott, de bolygóméretű entitás), ahol meg kell mentenie a lakosságokat is egy rovarszerű idegen faj inváziójától. Hálából Democratus lekicsinyíti magát és a játékos segítőtársául szegődik.
Miközben tovább kutakodik, Sly némi pénzkereset reményében táncosnak áll, és összetalálkozik régi szerelmével, Stiletto Anyway-jel, akinek egy régi sérelem miatt elszámolnivalója van Dettával. Közben Dr. Rho felvázolja teóriáját az univerzum működéséről: az mint egy léggömb, leereszt, majd felfúvódik. A Nagy Bummot tehát Nagy Reccs követi, majd egy új univerzum születik és így tovább. Sunder azért pusztult el, mert az előző univerzum anyagát injektálta bele, ami csak sietteti a közelgő újabb Nagy Reccset. Ha elég anyag jut át az előző univerzumból ebbe, bekövetkezik a tragédia, és a jelenleg létező univerzum megszűnik létezni.

## Fejlesztés
Az Ion Storm 1997 áprilisában jelentette be az Anachronox fejlesztését, amit 1998 harmadik negyedévére terveztek befejezni. Tom Hall, a veterán játékfejlesztő, és az Ion Storm alapítója vállalta magára a munka oroszlánrészét: a történetet és a képi világot. A játék ötlete saját bevallása szerint zuhanyzás közben jött, ezért, hogy az újabb és újabb ötleteket megörökíthesse, hangfelvevőt és egy táblát telepített a fürdőszobába, és beszerzett számos jegyzetfüzetet, amiket a lakásában helyezett el. 1997 májusára készült el egy 460 oldalas vázlattal, melyben aprólékosan kidolgozott mindent, ami majdnem a négyszerese volt az ekkoriban szokásos vázlatoknak. Ezután írta meg a játék történetét, és ezt követően állt össze a képi világ. Ez még mindig akkora mennyiségű anyag volt, hogy Hall mindjárt két kiegészítőt is megtervezett, amelyeket a kimaradt részekből rakott volna össze. A játék motorja eredetileg a Quake grafikus motorja volt, amit tervezője, John Carmack is szerepjátékhoz illőnek gondolt. Mivel azonban ekkor már elavult technológiát képviselt, hamarosan átálltak a Quake II grafikus motorjára. Ezt kiegészítették új funkciókkal, többek között bekerült a 32 bites színmélység, a részecskerendszerek ábrázolása, kibővített kameraállások, valamint érzelmek kifejezésére is képes arcszerkezet a karaktereknek, akik szája immár mozgott, ha beszéltek - az eredeti motor ezt sem tudta. Fontos volt a testbeszéd is, amelyet szintén leprogramoztak. A játék rengeteget merített a Final Fantasy és a Chrono Trigger-sorozatokból.
A gondot Hall grandiózus elképzelései jelentették, ugyanis 130 nem-játékos karaktert és 160 különböző helyszínt tervezett. A programozáshoz egy saját belső programnyelvet, az APE-et is megírta, emellett elkészített egy küzdelem-szerkesztőt (BED), egy pályatervező szoftvert (ION Radiant), egy tárgy- és karakterelhelyező plugint (NoxDrop), és egy kamerakezelő bővítményt (Planet). Ezek a rajongók számára is megkönnyítették a moddingolást, amihez az Eidos segédanyagokat is biztosított.
A játékot 1997 nyarán tervezték bemutatni az E3-on, ami majdnem meghiúsult, lévén a demót tartalmazó laptopot ellopták, így improvizálniuk kellett. A fejlesztés viszont nem haladt olyan tempóban, mint szerették volna, így az 1998-as E3-on is csak úgy tudtak megjelenni, hogy néhány újdonságot hoztak a fejlesztésről, például a tervezett többjátékos módról. Ekkor a legígéretesebb játéknak és a legjobb RPG-nek választották, az Ion Storm pedig 1999-re ígérte a kiadást. Ezt a dátumot sem sikerült tartani, aminek az volt az egyik oka, hogy számos, a játékon dolgozó fejlesztő időközben kilépett. Ennek ellenére 1999 elején úgy tervezte az Ion Storm, hogy nagyjából 2,5 millió eladott példánnyal lehet számolni, az pedig elég lesz ahhoz, hogy a kimaradt részekből összehozzanak egy folytatást, aminek a készítéséhez már ebben az évben hozzá is láttak volna. Csakhogy a játék egyre csak burjánzott, már 450 nem-játékos karaktert tartalmazott, és a kiadás ideje 1999 végére, 2000 elejére tolódott. A fejlesztés egyes területeken jól haladt, máshol azonban problémák voltak, mint a harcrendszer, amelynek kidolgozása olyan nehézkes volt, hogy a 2000-es E3-on is erre hivatkoztak, mint a kiadást hátráltató legfőbb ok. A kiadást 2000 őszére halasztották, és bejelentették, hogy Sega Dreamcast-re is át fogják portolni, amint elkészül. Hogy gyorsabban haladjanak, az éppen befejezett Daikatana stábját is ráállították a fejlesztésre. A munka rohamtempóban, megfeszítve folyt, az újabb és újabb hibák kijavítása kötötte le a csapat energiáinak nagy részét. 2001 júniusára tudtak csak végezni a programmal, akkor, amikor az Eidos pénze is elfogyott, és az Ion Storm dallasi stúdiójának bezárásáról pletykáltak (ami be is következett).
A megjelenést követően a számos bennmaradt hiba kijavítása érdekében patch-ek jöttek ki. Az 1.01 a Windows 2000-specifikus hibákat javította ki, gyorsabb játékközi utazást és bővített mentési lehetőségeket adott. A második patch 2003-ban érkezett, ez a teljes mentési rendszert átdolgozta, és számos hibát kijavított. A harmadik és negyedik patch már a rajongók által készített, és a fennmaradó hibákat javították ki. 2004-ben nemhivatalosan lefordították az egész játékot németre, az egyik fejlesztő, Rich Carlson pedig ugyanebben az évben közzétett egy kivágott helyszínt, amit egy floppylemezen talált meg.

## Fogadtatás
Magyarországon a PC Guru 2001. augusztusi számában 87 százalékot kapott, egyben a hónap játéka lett. Dicsérték a harcrendszert, a minijátékokat, valamint azt hogy az igencsak elavult Quake II-motorból kihozták a maximumot; negatívumként értékelték viszont azt, hogy a rengeteg munka ellenére mégis annyi hiba maradt a játékban, hogy az első patch megjelenéséig gyakorlatilag játszhatatlan volt. A cikk leszögezi, hogy a játék várhatóan nem ér el nagyobb sikert a piacon, lévén nem kapott túl nagy reklámot, másrészt a játék tematikája elég nehezen emészthető. Angolul kevésbé tudó játékosok számára a rengeteg párbeszéd miatt pedig eleve nehezebb a kezelés. A PC Guru 2001 őszén lehozta a játék végigjátszását is, amely terebélyességéről lett hírhedt: a lapban is tíz oldalt foglalt el, apró betűkkel írva, a vége csak a lemezmellékletre fért fel, és százezres nagyságrendű karakterszámmal bírt.